# ویلم‌ستاد
ویلم‌ستاد (به هلندی: Willemstad) یک منطقهٔ مسکونی در هلند است که در موردیک واقع شده‌است. ویلم‌ستاد ۳٬۱۲۵ نفر جمعیت دارد.